# Prichtovi (Tbilískaya, Krasnodar)
Prichtovi (del ruso: Причтовый) es un jútor del raión de Tbilískaya del krai de Krasnodar, en Rusia. Está situada en las tierras bajas de Kubán-Azov, en la orilla izquierda del río Sredni Zelenchuk, afluente por la izquierda del Kubán, 18 km al sur de Tbilískaya y 96 km al este de Krasnodar, la capital del krai. Tenía 130 habitantes en 2010.
Es cabeza del municipio rural Alekseye-Tenguinskoye.